# Kasganj
Kasganj är den administrativa huvudorten för distriktet Kasganj i den indiska delstaten Uttar Pradesh. Staden är belägen cirka två mil söder om Ganges, och hade 101 277 invånare vid folkräkningen 2011.